# Полуницкий, Александр Витальевич
Александр Витальевич Полуницкий (укр. Полуницький Олександр Віталійович; род. 16 января 1985, Полтава) — украинский футболист, выступал на позиции защитника и полузащитника.

## Игровая карьера
Воспитанник ДЮСШ им. Горпинко (Полтава). Первый тренер — Кармалик В. Н.
В 15 лет попал в академ-класс Павла Яковенко, прошёл все его ступеньки: «Динамо» (Обухов), «Борисфен-2», «Динамо-3», юношеские сборные Украины.
Весной 2004 года возвратился в родной город, перейдя в «Ворсклу». В высшелиговой команде дебютировал 22 мая 2004 года в игре против одесского «Черноморца» (0:2). Всего в высшей лиге сыграл 5 матчей.
С 2006 года выступал в низших дивизионах, играя в командах «Десна», «Сталь» (Алчевск), «Сталь» (Днепродзержинск), «Николаев», «Полтава», «Карловка».
В сентябре 2013 года стал игроком черкасского «Славутича».

## Карьера в сборной
В 2002 году в составе юношеской сборной Украины до (17 лет) принимал участие в матчах чемпионата Европы.
В 2004 году вызывался в юношескую сборную (до 19 лет) для подготовки к чемпионату Европы. В официальную заявку на чемпионат не попал.
За юношескую сборную Украины провёл 18 матчей, забил 1 гол. За юниорскую сборную Украины провёл 19 матчей.